# Mangifera acutigemma
Espèce
Statut de conservation UICN

 DD (Needs updating) : Données insuffisantes
Mangifera acutigemma est une espèce de plantes à fleurs de la famille des Anacardiacées endémique d'Inde.